# Aphonopelma iodius
Aphonopelma iodius es una especie de araña migalomorfa del género Aphonopelma, familia Theraphosidae. Fue descrita científicamente por Chamberlin & Ivie en 1939.
Se encuentra en los Estados Unidos. El caparazón de los machos mide de 9,69 a 17,75 mm.

## Hábitat natural
Vive en madrigueras palmeadas bajo la superficie de las áreas desérticas de California, Nevada y Utah. A menudo obstruyen la entrada a sus madrigueras con un tapón de seda o de seda y suciedad para protegerse contra el calor y los depredadores.